# 佐藤千晶
佐藤 千晶（さとう ちあき、1986年1月25日 - ）は、日本の女性フリーアナウンサー、ラジオパーソナリティ、ナレーター。プラスプラス所属。みなと気仙沼大使。

## 略歴
宮城県気仙沼市出身。宮城県鼎が浦高等学校、成城大学文芸学部ヨーロッパ文化学科卒業。大学時代はテレビ朝日アスクに通う。2008年に東日本放送（KHB）に入社。
2010年には地元である気仙沼でのマグロ漁の様子を追ったドキュメンタリー『遠洋にマグロを追って』のナレーションで、「第9回ANNアナウンサー賞」の「原稿のあるもの部門」最高賞である優秀賞を獲得した。
2010年10月、みなと気仙沼大使に任命された。
2011年4月、名古屋テレビ放送（メ～テレ）に移籍し、2014年3月をもって退社した。2014年4月からフリーアナウンサーとして活動を開始した。プラスプラスに所属している。
音楽番組のラジオパーソナリティとしても活躍するほか、ナレーター、キャスター、記者会見やアワードのイベントMCなど数多くこなす。東北関連イベントMCも多数務め、地元・東北の復興にも尽力している。
2020年10月2日、気仙沼漁師カレンダーなどを手掛け、都心に立ち喰い梅干し店などを出店し「梅干の革命児」と呼ばれている実業家の竹内順平と結婚したことを発表。義父は落語家の立川志の輔。2023年10月30日、第一子の女児誕生。
2021年放送のNHKの朝ドラ『おかえりモネ』では宮城ことば指導とアナウンス指導、2022年放送の月10ドラマ『エルピス-希望、あるいは災い-』（関西テレビ放送）では主演の長澤まさみのアナウンス指導を務めるなど、ドラマでの指導や話し方教室の講師としても活動をしている。

## エピソード
- 元TBSアナウンサーの枡田絵理奈とは大学の同級生で、お互いの実家に泊まりあうほどの仲である[2]。枡田のブログに度々登場し、枡田にとって佐藤千晶は「最強の友人、心の友」であると記されている[3]。
- 歌手の熊谷育美とは同郷で、同じピアノ教室や演劇塾に通っており、小さい頃からの友人である[4][5]。
- フェンシングのオリンピック日本代表千田健太やラグビー日本代表畠山健介とは同じ気仙沼の公立小中学校のクラスメイトであり、幼馴染。現在も親しい。特に日本テレビの放送、日本代表プロフィールにあるように、畠山選手の初恋は、佐藤千晶であると公言されている[6]。またフェンシングオリンピック日本代表菅原智恵子は高校時代の体育の教諭である[7]。
- ナレーションが得意で、高いアニメ声から、深みのあるドキュメンタリーの低い声まで幅広く出せる。メ～テレ時代には、『特捜指令!アイチ★ポリス』で亀海巡査のアテレコと番組内ナレーションを担当。
- 弟がいたが、2018年11月に他界している[8]。

## 出演
太字は、現在出演中

### 学生時代
- アナタマ（テレ朝チャンネル、2005年） - 1期生
- おは天第6期キャスター（ウェザーニューズの携帯電話向け動画配信サービス） 
2007年5月1日から8月31日まで東北地区　投票で1位に。お天気キャスターを務めた。
- 第22回全国童謡歌唱コンクールグランプリ大会（BS朝日・2007年11月25日放送） - アシスタント[9]
- 代々木ゼミナールブロードバンドTVネットのガイダンス映像（2007年）
- おやすみ百人一首（キャステラ)
- リアスタ・企業紹介（クレディセゾン）学生リポーター
- 明石家さんちゃんねる（TBS系） - 専属女子アナオーディション最終選考（約1000人から最終に残り明石家さんまと直接面接）
- 圭三塾生

### 東日本放送アナウンサー
- 第36回KHBフリーマーケット（2008年5月3日 - 4日）
- 第90回全国高校野球選手権記念宮城大会ハイライト
- 速報!甲子園への道（2008年7月22日 - 7月26日）宮城地区パート担当
- 薩摩に乾杯（毎週日曜17時55分 - 、2008年11月 - 2009年1月）ナレーション
- ひるまにあん（2009年4月 - 2010年3月）
- スーパーJチャンネルみやぎ（リポート、ナレーション、スポーツ担当）
- にちヨル女子部　MC
- 週刊ことばマガジン（2009年4月 - 2011年3月、宮城地区担当）
- ナマイキTV（リポート、ナレーション）
- おすすめ5ch
- プリーズ!ぐりりぱーく
- KHBニュース

### 名古屋テレビ放送アナウンサー
- UP!　月曜日～金曜日　レギュラー（2011年4月 - 2014年3月28日）[注釈 1]

### フリーアナウンサー
- ヒットリサーチ（BS-TBS）
- スーパーJチャンネル（テレビ朝日） - リポーター
- ドラマ聖女（NHK）  - アナウンサー役
- ドクトルコバの銀座の奥義（ネットラジオ　ソラトニワ銀座） - アシスタント
- カラダハレルーヤ（フジテレビ） - 2015年1月16日
- 年収400万円台からできる！万が一と長生き対策（TwellV）
- 天空の蜂（映画） - アナウンサー役、2015年9月12日公開
- モデルプレスTV - 日・月曜日レギュラーキャスター、2015年12月～
- ウーマンラッシュアワーのやっぱり!生が好き（NOTTV） - アシスタント、2016年1月～終了
- フジモンのツッコミニュース - キャスター
- テレメンタリー（テレビ朝日） - ナレーション
- Day by Day（JFN系ネット） - 月・火曜日担当、2016年4月 - 2018年3月
- 日野ミッドナイトグラフィティ 走れ!歌謡曲（文化放送） - 木曜日（水曜日深夜）パーソナリティ、2017年6月1日 - 2021年3月25日
- GOOD DAY（FM FUJI） - 金曜日パーソナリティ、2019年4月5日 - 2020年3月27日
- ダイバーシティニュース（茨城放送） - 火曜日担当、2021年3月30日 -
- おかえりモネ（NHK） -  連続テレビ小説PR番組ナレーション、宮城ことば指導
- デイリーフライヤー（JFN系ネット） - 井門宗之の代打パーソナリティ、2023年8月31日 - 9月1日